# Acrotona hebeticornis
Acrotona hebeticornis är en skalbaggsart som beskrevs av Notman 1920. Acrotona hebeticornis ingår i släktet Acrotona och familjen kortvingar. Inga underarter finns listade i Catalogue of Life.